# Klaus Waldeck
Klaus Waldeck (Vienna, 23 marzo 1966) è un musicista e produttore discografico austriaco.
Principalmente attivo con il nome d'arte di Waldeck, ha prodotto musica anche con i nomi di Waldeck Sextet e Soul Goodman; insieme alla cantante austriaca Valérie Sajdik, è anche co-fondatore del gruppo Saint Privat.
È noto per un sound sofisticato e cinematografico, spesso caratterizzato da campionamenti vintage e atmosfere eleganti; album come Ballroom Stories e Gran Paradiso sono esempi del suo stile raffinato e retrò-contemporaneo.

## Biografia
Klaus Waldeck nasce a Vienna, in Austria, nel 1966. Ha due fratelli, fra cui Peter Waldeck, che è uno scrittore di teatro, fumetti e narrativa. Nel 2008, i fratelli hanno collaborato al musical Fantomas - das Action Musical. Il loro padre, Wolfgang, aveva uno studio legale, e anche Klaus ha preso in considerazione questa carriera prima di dedicarsi alla musica.
Waldeck ha iniziato a studiare pianoforte classico dall'età di sei anni. Dopo il diploma di scuola superiore, si è iscritto alla facoltà di giurisprudenza di Vienna e ha conseguito il dottorato nel 1994, con una tesi sulle implicazioni legali del campionamento. In seguito, Waldeck ha superato l'esame di abilitazione alla professione forense in Austria e ha lavorato brevemente come avvocato, ma da allora ha sospeso la sua iscrizione all'albo.

## Carriera
Nel 1992, Waldeck si trasferì a Londra per completare i suoi studi legali, portando con sé tutta l'attrezzatura musicale che aveva accumulato in anni di sperimentazione con il campionamento e i suoni elettronici. Iniziò quindi a frequentare i club, a collaborare con artisti locali e a produrre demo. La cantante Joy Malcolm, che all'epoca lavorava con Moby e gli Incognito, e Brian Amos divennero importanti per molte delle prime uscite di Waldeck.
Dopo essere tornato a Vienna nel 1996, Waldeck divenne uno degli artisti più rappresentativi del cosiddetto Vienna sound, una scena musicale caratterizzata da sonorità downtempo, jazz, dub e trip-hop, popolare durante gli anni novanta e duemila. Nel 1998 uscì Balance of the Force, il primo album completo di Waldeck: al disco, coprodotto da Kruder & Dorfmeister, collaborano molti degli artisti con cui Waldeck aveva lavorato a Londra. L'album venne pubblicato dalla BMG e ricevette attenzione globale nei club, alla radio e nel settore pubblicitario.
Seguendo tendenze locali e necessità artistiche, nel 2001 Waldeck ha fondato la sua etichetta Dope Noir, attraverso la quale, da allora, pubblica tutta la sua musica. In un'intervista del 2024, Waldeck si definisce il "Coniglietto Duracell del Vienna Sound", come modo giocoso e affettuoso per descrivere la sua energia costante nel panorama musicale viennese: Waldeck ha infatti pubblicato musica con regolarità, anche quando altri suoi colleghi si sono ritirati o rallentati. Afferma di aver continuato a produrre e rinnovarsi, mentre altri si allontanavano dal "Vienna sound" originario.
The Night Garden, pubblicato proprio nel 2001, trae parte della sua ispirazione dall'iconico album Mezzanine dei Massive Attack e combina elementi elettronici con i sottili contributi vocali di Amos e Malcolm. L'album ottenne subito un grande successo di critica e contribuì a definire il caratteristico stile noir narrativo tipico del lavoro di Waldeck.
Nel 2002, insieme alla cantante austriaca Valérie Sajdik, fonda i Saint Privat: nel 2004 il gruppo debutta con l'album Riviera, e vince gli Amadeus Austrian Music Awards come "artista emergente dell'anno" nel 2005. Nel 2006, esce il secondo album Superflu; la traccia di apertura del disco, "Poisson Rouge", è stata usata nel trailer ufficiale del film del 2018 Un piccolo favore.
Nel 2007, esce Ballroom Stories: uno degli album più popolari dell'artista, vede il debutto della cantante austriaca Zeebee, insieme ad Amos e Malcolm.
L'album si è affermato come una forza determinante per il genere electro swing.
Ha venduto circa 35.000 copie fisiche ed è stato riprodotto in streaming su Spotify oltre 65 milioni di volte.
Anche molti anni dopo la loro pubblicazione, brani come Get Up… Carmen, Memories e Make My Day continuano a essere trasmessi in radio, utilizzati in programmi televisivi e pubblicità.
La Mercedes-Benz ha utilizzato Make My Day per il lancio in Germania della sua linea di auto Classe C.
Versace, dal 2013, impiega Why Did We Fire the Gun? nel suo spot televisivo globale con Candice Swanepoel; lo stesso brano si può ascoltare anche nella prima stagione della serie legal drama Suits (episodio 10).
Jerry Weintraub è stata utilizzata nell’episodio 12 della quarta stagione di Dr. House - Medical Division.
Nel 2010, Zeebee pubblica il suo album solista Be My Sailor; in questo periodo, Waldeck si prende una pausa. A 50 anni, torna a prendere lezioni di pianoforte con la maestra Maria Radutu, per mantenersi al passo con i professionisti della sua band.
Dal 2015, Waldeck ha pubblicato una serie di lavori dal carattere narrativo e ispirati al mondo del cinema, collaborando con le cantanti La Heidi e Patrizia Ferrara. I suoni elettronici e i campionamenti sono stati in gran parte sostituiti da strumenti analogici e musicisti dal vivo. Mantenendo la raffinata atmosfera tipica di Waldeck e la consueta accuratezza nella produzione e nell'ingegneria del suono, Gran Paradiso (2016) esplora la canzone italiana e le colonne sonore dei film classici della tradizione di Cinecittà; alcuni brani di questo album hanno titoli e testi in lingua italiana. Atlantic Ballroom (2018) evoca l'atmosfera di un club a bordo di un transatlantico, con sonorità jazz e swing ispirate alla narrativa di genere giallo. La canzone Rough Landing è stata scelta da Ferrero Rocher per uno spot televisivo del 2019, dove è stato animato il celebre dipinto I nottambuli di Edward Hopper. Infine, Keep My Fire Burning appare nell'episodio 10 della quindicesima stagione di Grey's Anatomy.
L'album Gran Casino Hotel (2020) è stato concepito come la colonna sonora di un immaginario film on the road, raccogliendo molte composizioni che Waldeck aveva sviluppato nel corso degli anni insieme a Carl Avory, Joy Malcolm, Patrizia Ferrara e Zeebee. In un'intervista, Waldeck ha definito l'album un appello alla libertà in una cultura sempre più limitata da algoritmi e dibattiti politici a circuito chiuso.
Per celebrare il ventesimo anniversario dalla sua nascita, nel 2022 l'etichetta Dope Noir di Waldeck ha pubblicato una raccolta in vinile a tiratura limitata e numerata a mano, composta da cinque mini-album che riuniscono brani, per lo più inediti, di Waldeck, Waldeck Sextet, Soul Goodman e Saint Privat. Il brano Boom, Boom Click! dei Saint Privat è stato utilizzato nella terza stagione della serie americana Emily in Paris. Nello stesso anno, Quando Quando - un remix di un brano di Waldeck del 2018 firmato dal DJ e produttore francese The Avener - ha raggiunto le prime posizioni in classifica in Francia, Belgio e Spagna.
Nel 2023, esce il nuovo album dei Saint Privat Après la Bohème.
The Moon and the Orient è uscito nel giugno 2024. I dodici brani dell'album sono stati descritti dall'artista come una celebrazione sentimentale del potere dell'immaginazione artistica e del potenziale narrativo del divenire umano. Il disco segna anche un lieve ritorno all'uso di effetti elettronici.

## Genere
I primi lavori di Waldeck esploravano le tendenze contemporanee del downtempo e del trip hop. Ballroom Stories, il suo maggior successo commerciale, è diventato un punto di riferimento per il genere electro swing. Le sue produzioni più recenti si distinguono invece per l’uso sempre più marcato di suoni analogici e un'atmosfera cinematografica. La maggior parte delle canzoni di Waldeck esprime e trasmette un'attitudine serena. Nel corso della sua carriera, ha esplorato un'ampia gamma di stili — dal pianoforte classico allo swing, dal country al jazz, fino ai ritmi latini, con un approccio sempre aperto alla contaminazione. La sua produzione così variegata riflette anche la collaborazione con numerosi cantanti e artisti, tra cui Zeebee, Joy Malcolm, Brian Amos, Valérie Sajdik e Patrizia Ferrara.

## Discografia

### Album

#### Waldeck
- Balance of the Force (BMG,1998)
- Balance of the Force Remixed (BMG,1998)
- The Night Garden (BMG, 2001)
- The Night Garden Reflowered (Dope Noir, 2002)
- Ballroom Stories (Dope Noir, 2007)
- Gran Paradiso (Dope Noir, 2016)
- Atlantic Ballroom (Dope Noir, 2018)
- Grand Casino Hotel (Dope Noir, 2020)
- Waldeck presents 20 Years Dope Noir (Dope Noir, 2022)
- The Moon and the Orient (Dope Noir, 2024)

#### Saint Privat
- Riviera (Dope Noir, 2004)
- Superflu (Dope Noir, 2006)
- Après la Bohème (Dope Noir, 2023)

### EP

#### Waldeck
- Northern Lights (Spray Records, 1996)
- The Weatherman (2015)
- It Might Be French (feat. Patrizia Ferrara) (2021)

### Singoli

#### Waldeck
- "Aquarius" (1997)
- "Wake Up" (1997)
- "Children of the Ghetto" (1998)
- "Defenceless" (1999)
- "This Isn't Maybe" (2000)
- "Tears Running Dry" (2002)
- "Make My Day" (2006)
- "One Of These Days" (feat. Patrizia Ferrara) (2020)